# Raggal
Raggal ist eine Gemeinde in Österreich in Vorarlberg im Bezirk Bludenz mit 908 Einwohnern (Stand 1. Jänner 2024).

## Geografie

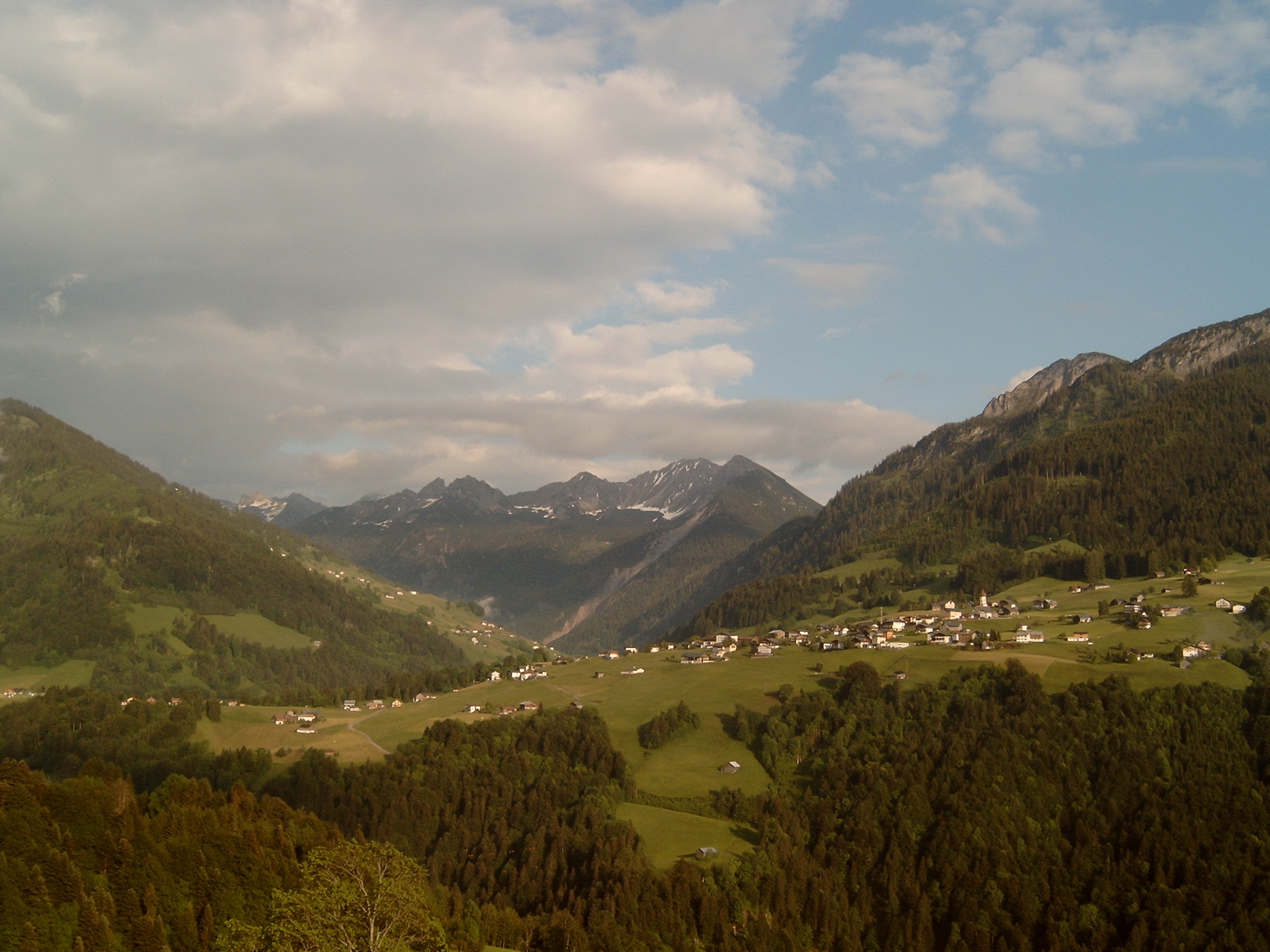
Raggal, das Dorf im Sommer

Die Gemeinde liegt im westlichsten Bundesland Österreichs, Vorarlberg, im Bezirk Bludenz auf durchschnittlich 1015 m ü. A. Höhe. Das gesamte Gemeindegebiet liegt im UNESCO-Biosphärenpark Großes Walsertal. 47 % der Fläche sind bewaldet, 19 % der Fläche Alpen. Es gibt ca. 50 landwirtschaftliche Betriebe. Die ganzjährigen Höfe und Häuser reichen von ca. 770 m Seehöhe bis ca. 1150 m.
Alpen (Almen) der Gemeinde sind:
- Alpe Laguz mit der Oberalpe Hinter Enge
- Alpe Faludriga (Kernzone Biosphärenpark)
- Untere und Obere Nova Alpe
- Alpe Fuchswald
- Alpe Stafelfeder
- Alpe Hintertöbel

### Gemeindegliederung
Ortschaften der Gemeinde sind (in Klammern Einwohnerzahl Stand 1. Jänner 2024):
- Litze (27)
- Marul (154)
- Plazera (17)
- Raggal (710) – der größte Ortsteil der Gemeinde Raggal heißt selbst Raggal

### Nachbargemeinden
Raggal teilt sich eine gemeinsame Gemeindegrenze mit acht Nachbargemeinden, die alle ebenso wie Raggal im Bezirk Bludenz liegen. Im Uhrzeigersinn von Norden beginnend liegen um Raggal die Gemeinden St. Gerold, Blons und Sonntag, die wie Raggal selbst im Großen Walsertal gelegen sind, Dalaas und Innerbraz im Klostertal, die Bezirkshauptstadt Bludenz sowie die Gemeinden Nüziders und Ludesch, die sich im Walgau befinden.
| St. Gerold | Blons                                       | Sonntag |
| Ludesch    | Kompassrose, die auf Nachbargemeinden zeigt |         |
| Nüziders   | Bludenz Innerbraz                           | Dalaas  |

## Geschichte
Raggal bezeichnet sich als „Walsergemeinde“. Bevor die Walser das Große Walsertal bzw. Raggal besiedelten waren schon die Rätoromanen in Raggal, worauf viele Flurnamen hinweisen. Vermutlich wurden die Rätoromanen durch die Walserbesiedelung zurückgedrängt oder es gab Vermischungen.
Jetzt noch wird von vielen Raggalern der Walser Dialekt gesprochen. In jedem Ort im Großen Walsertal und sogar (geringfügig) in den Ortsteilen gibt es Unterschiede im Dialekt.
Die Habsburger regierten die Orte in Vorarlberg wechselnd von Tirol und Vorderösterreich (Freiburg im Breisgau) aus. Von 1805 bis 1814 gehörte der Ort zu Bayern, dann wieder zu Österreich.
Zum österreichischen Bundesland Vorarlberg gehört Raggal seit der Gründung 1861. Um 1865 wurde versucht, die Heilquelle Raggal kommerziell zu verwerten, was jedoch nur kurzfristig und mit regionaler Bedeutung gelang.
Der Ort war 1945 bis 1955 Teil der französischen Besatzungszone in Österreich.

### Bevölkerungsentwicklung
Per 30. Juni 2018 lebten in Raggal 869 Personen mit Hauptwohnsitz und 34 Personen mit Nebenwohnsitz. 97 Personen sind Ausländer mit Hauptwohnsitz. Es gibt ca. 360 Haushalte in der Gemeinde Raggal.
Von 2001 bis 2011 war die Wanderungsbilanz so stark negativ (−96), dass sie von der positiveren Geburtenbilanz nicht ausgeglichen werden konnte und es zu einem Rückgang der Einwohnerzahl kam.

## Kultur und Sehenswürdigkeiten

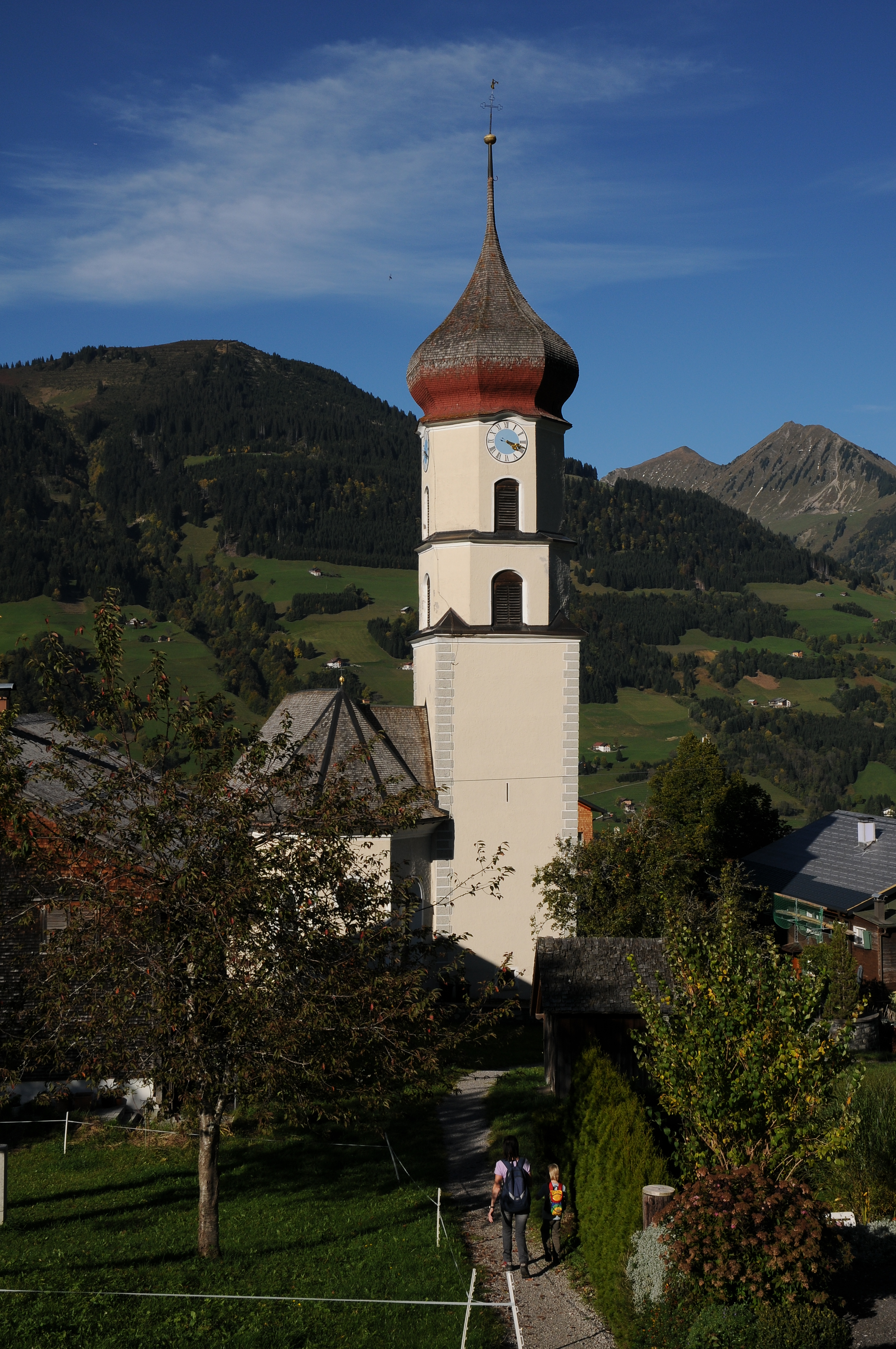
Pfarrkirche Raggal

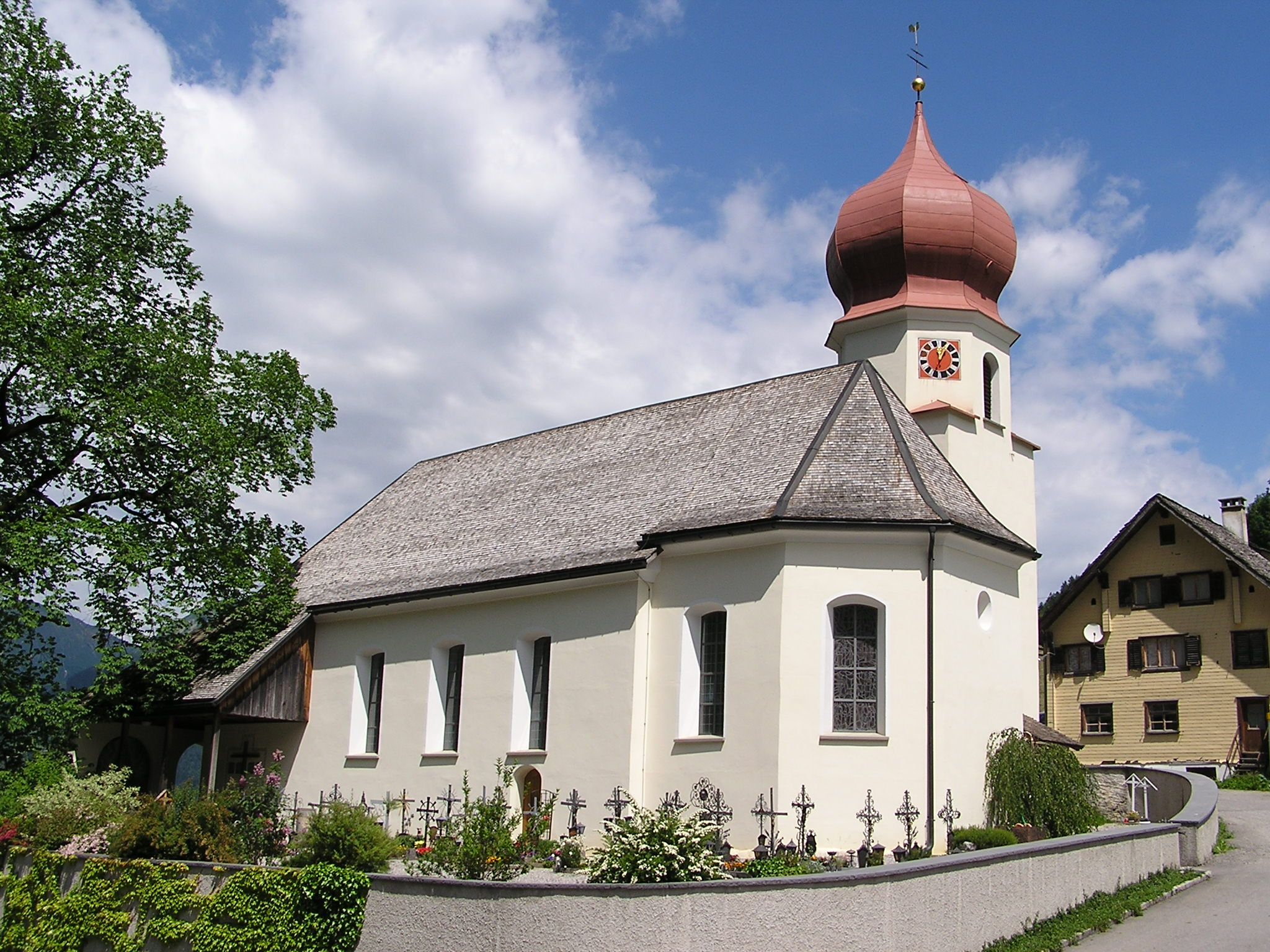
Kuratienkirche Marul

- Katholische Pfarrkirche Raggal hll. Nikolaus und Theodul
- Katholische Kuratienkirche Marul hl. Katharina im Ortsteil Marul
- Lasanggabrücke: Der Weg ins Hintere Walsertal führte bis 1884 über diese Brücke. Die Lasanggabrücke wurde 1789 erbaut und ist die letzte erhaltene gedeckte Holzbrücke des Tales. Sie steht unter Denkmalschutz und ist eine der ältesten Brücken Vorarlbergs. „Lasangga“ kommt aus dem Rätoromanischen und bedeutet so viel wie „Wildbach“.
- mehrere alte Walserhäuser
- Gemeindehaus Raggal (Architekturpreise) – Planer Johannes Kaufmann, Baujahr 2005/06

### Naturdenkmäler
- Kirchplätze im Ortsteil Raggal (mit einer großen Linde) und im Ortsteil Marul (mit einer großen Ulme)
- Große und alte Kugelbuche in Marul „Ahorn“
- Trübbachhöhle auf dem Weg Richtung Laguz; eine der größten Gipshöhlen in Mitteleuropa; nicht öffentlich zugänglich.

### Regelmäßige Veranstaltungen
- Im Sommer finden Dorfabende (Trachtengruppe, Kindertrachtengruppe, Alphornbläser und Musikverein) statt.
- Jährlich im August, üblicherweise am dritten Augustwochenende, ist das Dorffest.
- Das Weihnachtskonzert des Musikverein Fraßenecho findet in der Walserhalle Raggal zwischen dem 26. und 30. Dezember statt.

## Wirtschaft und Infrastruktur
Am Ort gab es im Jahr 2003 17 Betriebe der gewerblichen Wirtschaft mit 32 Beschäftigten und 2 Lehrlingen. Lohnsteuerpflichtige Erwerbstätige gab es 353. Die meisten Erwerbstätigen von Raggal sind jedoch „Auspendler“ (Walgau, Rheintal, Liechtenstein, Schweiz).

### Tourismus
Im Tourismusjahr 2001/2002 gab es insgesamt 72.286 Übernachtungen. Seit 2014 sind es im Jahr ca. 55.000 Übernachtungen.
Zahlreiche Alpen befinden sich im Gemeindegebiet von Raggal, einige sind im Sommer mit einer Wanderbuslinie (576) ab Marul erreichbar.
Das Faludrigatal (ein Seitental des Marultals) ist als Naturschutzgebiet und Kernzone des Biosphärenparks Großes Walsertal ausgewiesen. Dieses kann nur „erwandert“ werden.
Das Raggaler Wanderwegenetz ist gut gewartet. Kellaspitze, Hoher Fraßen, Gamsfreiheit und die Rote Wand sind über markierte Wanderwege von Raggal aus erreichbar, bei Kellaspitze und Roter Wand sind einfachere Kletterstellen (Schwindelfreiheit, gute Bergwanderer) zu überwinden. Auf dem Walderlebnispfad in Marul sind familientaugliche Wanderungen von 1,5 bis ca. 2,5 Stunden möglich. Beim Walderlebnispfad Marul gibt es besonders für Kinder (Eltern mit Kinder) tolle Dinge zu erleben (Mai bis Oktober).

### Verkehr
Raggal ist vom Walgau bzw. der Gemeinde Ludesch aus erreichbar. Es führt eine ca. 6 km lange, gut ausgebaute Landesstraße von Ludesch nach Raggal. Auch im Winter ist die Straße meist sehr gut befahrbar (Salzstreuung). Sie wird täglich von der Landbuslinie 575 befahren, welche Thüringen, Raggal, Marul, Plazera, Litze und Garsella verbindet.

### Bildung

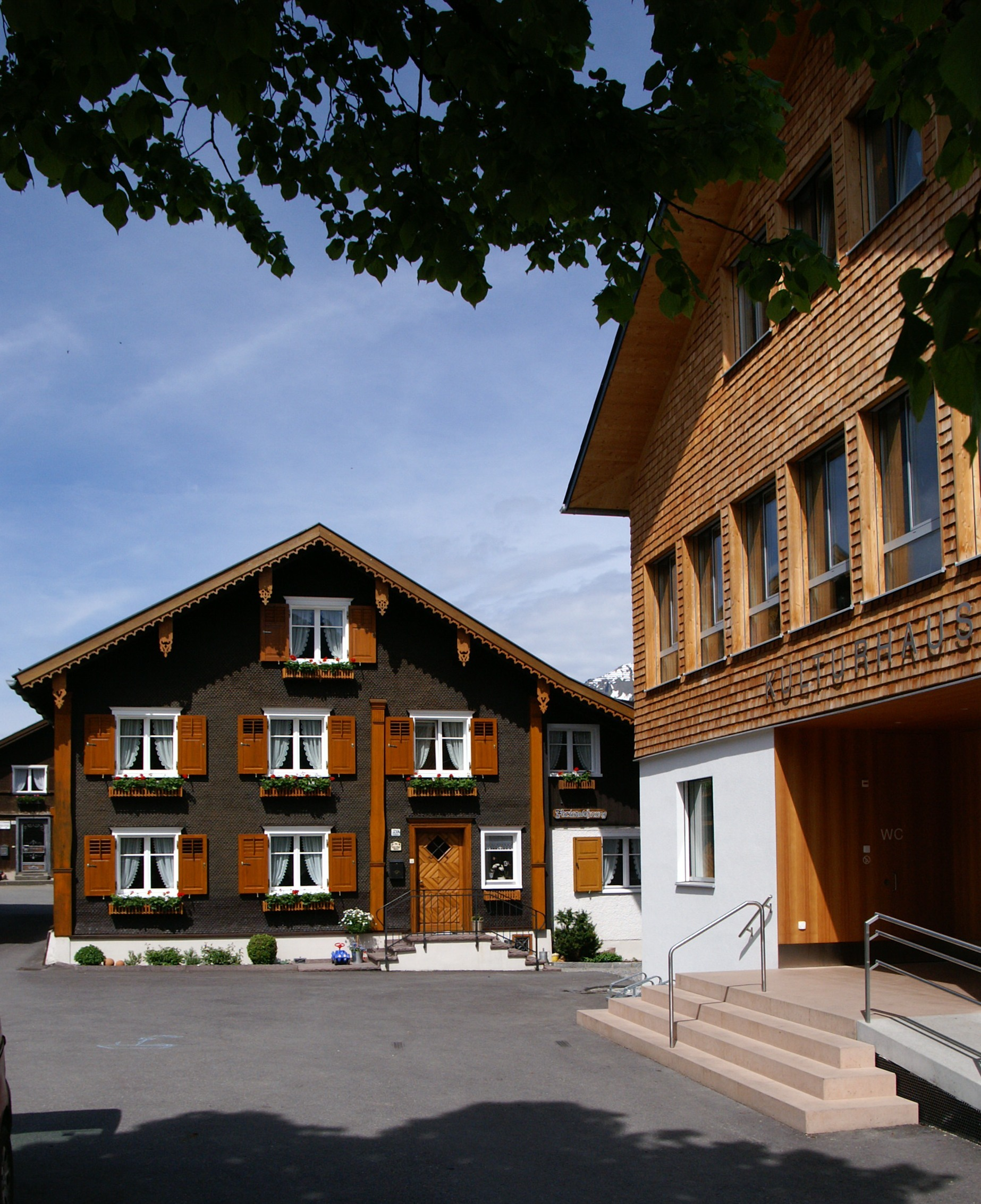
Dorfplatz, rechts die Volksschule

In Raggal gibt es einen Kindergarten und eine Spielgruppe sowie eine Krabbelgruppe.
Es gibt in Raggal die Volksschule Raggal. Alle Kinder aus den Ortsteilen Raggal, Marul, Litze und Plazera besuchen die Volksschule Raggal. Zusätzlich besuchen Kinder aus Ludescherberg (Gemeindegebiet Ludesch) die Volksschule Raggal.
Im Jahr 2014/15 besuchen in Raggal 37 und in Marul (Schließung der Volksschule Marul per 11. Juli 2015) 8 Schüler diese Schulen.
Im Schuljahr 2015/16 besuchen in der gemeinsamen Volksschule in Raggal 42 Kinder die Schule.
Ab der 5. Schulstufe besuchen die Kinder das Gymnasium in Bludenz oder die umliegenden Mittelschulen (z. B. Mittelschule Blons, Musikmittelschule Thüringen, Sportmittelschule Nenzing, Sportmittelschule Nüziders oder die Skimittelschule Schruns).
Zudem gibt es in Raggal eine örtliche Bibliothek bzw. Bücherei, welche ehrenamtlich geführt wird. Seit Juli 2004 besteht im Großen Walsertal eine Kooperation zwischen fünf bestehenden Bibliotheken. Diese beteiligen sich am Netzwerk „Walserbibliothek Großes Walsertal“.

## Politik

### Gemeindevertretung

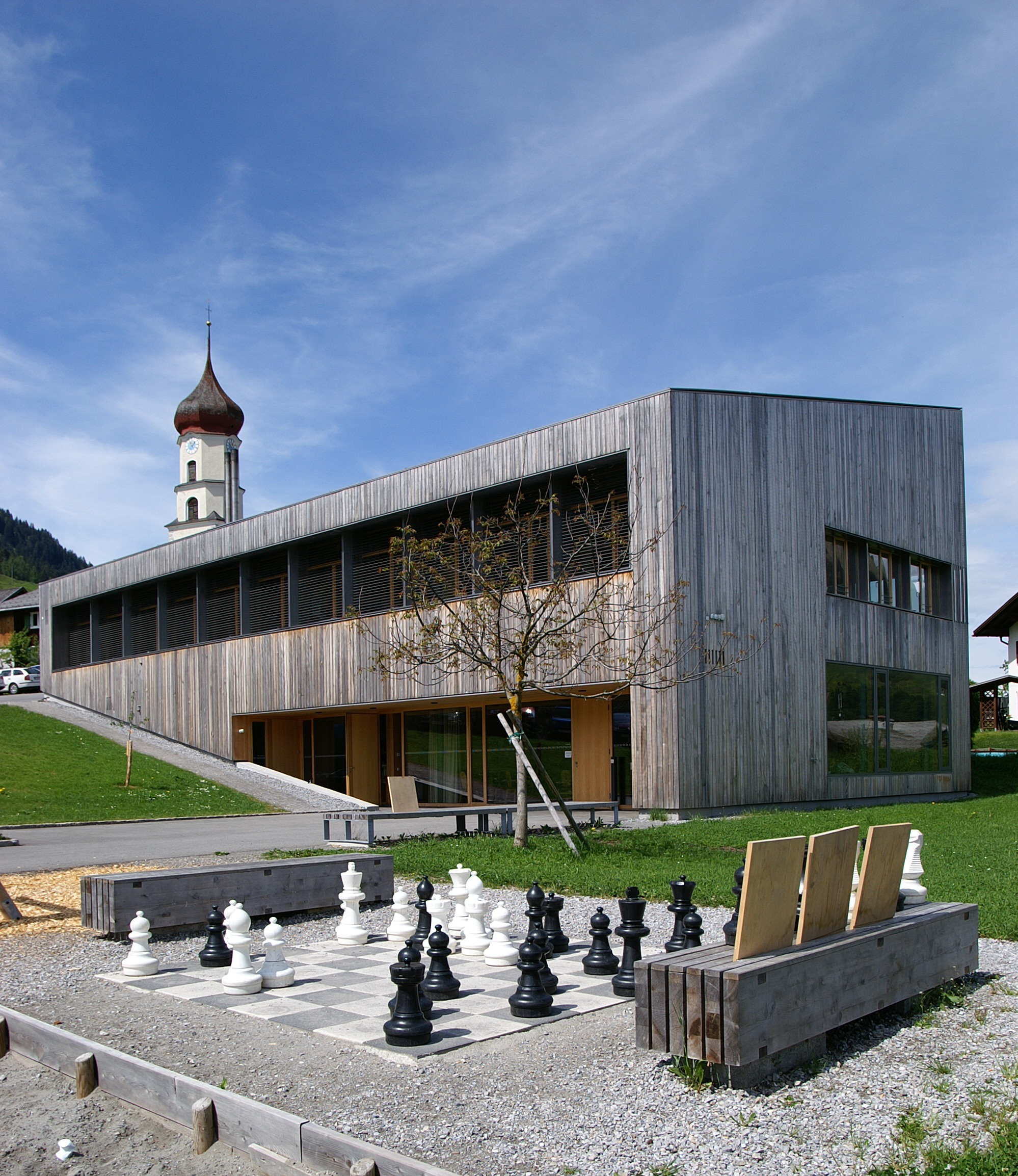
Gemeindehaus

In Vorarlberg wählen die Bürger alle fünf Jahre die Mitglieder der Gemeindevertretung durch Ankreuzen eines Listen-Wahlvorschlages bzw. durch Mehrheitswahl wenn kein Listenvorschlag vorliegt. Weiters den Bürgermeister durch Ankreuzen eines Wahlvorschlages.
Die Gemeindevertretung wählt in der konstituierenden Sitzung aus ihrer Mitte – sofern keine Wahl durch die Bürger zustande kam – gemäß § 61 Gemeindegesetz einen Bürgermeister und dann einen mindestens dreiköpfigen Gemeindevorstand. Die Zahl dieser „Gemeinderäte“ darf aber gemäß § 55 den vierten Teil der Zahl der Gemeindevertreter nicht übersteigen.
Der Bürgermeister führt den Vorsitz bei den generell öffentlichen Sitzungen der Gemeindevertretung, in denen kommunale Belange besprochen und Beschlüsse gefasst werden. Beobachter haben kein Mitspracherecht und kein Stimmrecht. Die Gemeindevertretung kann nach Bedarf Ausschüsse bestellen. Sitzungen des Gemeindevorstandes und der Ausschüsse sind nicht öffentlich.

#### Sitzverteilung nach den Wahlen
- Gemeindevertretungswahlen 1985: ÖVP-Wahlgem. Raggal-Marul-Litze-Plazera 12.[6]
- Gemeindevertretungswahlen 1990: ÖVP-Wahlgem. Raggal-Marul-Litze-Plazera 11, Junge Wahlwerber 1.[7]
- Gemeindevertretungswahlen 1995: ÖVP-Wahlgemeinsch. 10, Freiheitliche 1, Junge Wahlwerber 1.[8]
- Mangels wählbarer Listen erfolgten die Gemeindevertretungswahlen 2000, 2005, 2010 und 2015 per Mehrheitswahl.[9][10][11][12]
- Gemeindevertretungswahlen 2020: Zukunft Raggal 8, gemeinsam Zukunft gestalten 4.[13]
- Mangels wählbarer Listen erfolgten die Gemeindevertretungswahlen 2025 per Mehrheitswahl.[14]

### Bürgermeister
Bürgermeister seit 1875 waren:
- 1875–1876 Peter Bickel
- 1877–1886 Ferdinand Rüf
- 1890–1892 Franz Josef Schwarzmann
- 1893–1894 Ferdinand Ruf
- 1894–1899 Franz Heim
- 1899–1910 Andreas Küng
- 1910–1919 Johann Anton Schäfer
- 1919–1923 Heinrich Schwarzmann
- 1924–1934 Andreas Heim
- 1938–1943 Augustin Schwarzmann
- 1943–1946 Andreas Heim[16]
- 1946–1955 Michael Bertsch[16]
- 1955–1970 Richard Küng[16]
- 1970–1985 Elwin Sebastian Burtscher[16]
- 1985–2000 Norbert Bickel[16]
- 2000–2005 Robert Müller[16]
- 2005–2020 Hermann Manahl[16]
- seit 2020 Alexandra Martin[17]

### Wappen
Der Gemeinde wurde 1965 folgendes Wappen verliehen: Quergeteilter Schild mit blauem Schildhaupt. Oben eine grüne, mehrspitzige Bergkette, belegt mit einem silbernen Bergwerkszeichen, Schlägel und Hammer mit goldenen Stielen. Unten in Silber ein halbes rotes Mühlenrad.
Die drei Bergspitzen symbolisieren die Berge Hoher Fraßen, Rote Wand und Kellaspitze, die die Gemeinde begrenzen. Das Mühlrad weist auf die Bedeutung der Wasserkraft  hin, Schlägel und Hammer stehen für die Rodungswerkzeuge Axt und Reutehacke.

### Gemeindepartnerschaften
- Mit der Gemeinde Friedenfels in Deutschland besteht eine Gemeindepartnerschaft.[20]

## Persönlichkeiten
- Johann Lorenz (1811–1896): geb. in Raggal; Dompropst in Brixen
- Franz Karl Reinherr, Schulleiter Volksschule Raggal, verstorben (Ehrenringträger der Gemeinde Raggal)
- Elwin Sebastian Burtscher, Altbürgermeister, Träger des Großen Verdienstzeichens des Landes Vorarlberg (verstorben 17. April 2015)
- Martin Burtscher (* 1951 in Raggal), Sportwissenschaftler, Sportmediziner und Hochschullehrer
- Carola Schneider (* 1972), österreichische Journalistin, aufgewachsen in Marul
- Norbert Bickel, Altbürgermeister, Träger des Großen Verdienstzeichens des Landes Vorarlberg
- Andrea Schwarzmann, Politikerin, Bundesbäuerin, Landtagsabgeordnete (seit 2019)